# کالورا (منبع پرتو ایکس)
کالورا (منبع پرتو ایکس) یک ستاره است که در صورت فلکی خرس کوچک قرار دارد.